# راب برایدون
راب برایدون (انگلیسی: Rob Brydon؛ زادهٔ ۳ مهٔ ۱۹۶۵) یک هنرپیشه، خواننده، کمدین و مجری رادیو و تلویزیون اهل بریتانیا است. وی از سال ۱۹۹۲ میلادی تاکنون مشغول فعالیت بوده‌است.
از فیلم‌ها یا برنامه‌های تلویزیونی که وی در آن نقش داشته‌است، می‌توان به ناپلئون، فوتبال‌دستی، راه و رسم زندگی ما، کشتی خدایان، سیندرلا و بهترین مردان اشاره کرد.